# Лисгулд
Лисгулд (англ. Lisgoold; ирл. Lios Cúil) — хутор в Ирландии, находится в графстве Корк (провинция Манстер).